# Пулковское дело
«Пу́лковское де́ло» (1936—1937) — уголовное дело, возбуждённое НКВД против группы советских учёных по обвинению в «участии в фашистской троцкистско-зиновьевской террористической организации, возникшей в 1932 году по инициативе германских разведывательных органов и ставившей своей целью свержение Советской власти и установление на территории СССР фашистской диктатуры». Точная оценка числа пострадавших по делу не представляется возможной, само название «пулковское дело» возникло позже и в материалах дел не употреблялось. Арестованы были сотрудники не только Пулковской обсерватории, но и многих других научных организаций — астрономы, геологи, геофизики, геодезисты, математики ряда научных и учебных заведений Ленинграда, Москвы и других городов — однако первая большая группа арестов, произошедшая осенью 1936 года, в начале «Ежовщины», была произведена среди пулковских астрономов, что и объясняет происхождение названия.

## История процесса
С 1934 года советская и мировая астрономическая наука готовилась к солнечному затмению 19 июня 1936 года, которое должно было наблюдаться преимущественно на территории СССР. Расширившиеся в связи с этим зарубежные контакты директора Пулковской обсерватории Б. П. Герасимовича привлекли внимание НКВД, и было начато расследование «контрреволюционной вредительской организации» в среде научно-технической интеллигенции Ленинграда.
Летом 1936 года в ленинградской прессе была напечатана серия статей, осуждавших «нездоровую обстановку» в Пулковской обсерватории и обвинявших астрономов в «преклонении перед заграницей», выражающемся в публикации работ преимущественно в западных журналах, в «зажиме критики» и т. д.
В сентябре 1936 года в Зыряновске на Алтае был арестован геофизик, сотрудник ЦНИГРИ Ю. Н. Лепешинский, что положило начало целой серии арестов. В августе 1936 года был арестован заместитель директора Пулковской обсерватории по АХЧ Б. А. Шигин. С ноября 1936 по сентябрь 1937 года были арестованы 13 пулковских астрономов (и жёны семерых из них), включая директора обсерватории Герасимовича — существует версия, что его арест ускорило заступничество за арестованных коллег перед А. А. Ждановым. Ведение дела проходило по отработанному НКВД сценарию: силовые методы допроса арестованных приводили к тому, что они оговаривали не только себя, но и своих коллег. По некоторым оценкам, всего по делу было арестовано более ста человек, в том числе профессор ЛГУ, член-корреспондент АН СССР В. А. Фок, профессор ЛГУ В. К. Фредерикс, другие известные учёные, включая около 30 астрономов, что составляло примерно 10—20 % общего числа активно работающих в то время в СССР астрономов.
По версии НКВД, создание «контрреволюционного центра» произошло в марте 1932 года, когда в Свердловске проходила геофизическая конференция. Возглавлял «центр», согласно обвинению, директор Астрономического института Б. В. Нумеров, который имел свою «контрреволюционную группу» ещё с 1929 года. По версии следствия, разветвлённая организация с центром в Ленинграде имела филиалы в Москве, Киеве, Харькове, Днепропетровске, Новосибирске и других городах. В 1933 году «центр» якобы установил связь с троцкистско-зиновьевской организацией Ленинграда. По директиве последней, согласно версии следствия, началась подготовка террористических актов против руководителей ВКП(б) и советского правительства. На проходивших в 1933—1936 годах заседаниях члены организации якобы пришли к решению о необходимости террора против Сталина, а на последнем совещании в феврале 1936 года было принято решение об организационной подготовке такого теракта. Участникам «заговора» вменялось в вину также вредительство (саботаж наблюдений солнечных затмений, сокрытие месторождений полезных ископаемых и т. д.)
С 20 по 26 мая 1937 года выездной сессией ВК ВС СССР в Ленинграде рассматривались дела привлечённых по «пулковскому делу». Против подсудимых были выдвинуты обвинения по пунктам 6, 7, 8, 10 и 11 статьи 58 УК РСФСР (шпионаж, вредительство, террор, антисоветская агитация). Часть обвиняемых (П. М. Каратыгин, П. П. Кузнецов, С. К. Гирин, А. П. Константинов, М. А. Балдин, Ю. Н. Лепешинский) была приговорена к расстрелу, другие осуждены на 10 лет ИТЛ с конфискацией имущества и поражением в правах на 5 лет и к другим срокам заключения.
Аресты учёных, связанных с «пулковским делом», продолжались и после суда основной группы обвиняемых. В частности, осенью 1937 были арестованы и приговорены как ЧСИР к различным срокам заключения в ИТЛ жёны осуждённых. Были сосланы и родственники учёных. 30 ноября 1937 года был приговорён к расстрелу директор Пулковской обсерватории Б. П. Герасимович.
Позднее арестованный в 1939 году инженер-изобретатель Лев Термен обвинялся в том, что он готовил вместе с сообщниками из числа астрономов Пулковской обсерватории теракт против Кирова в 1934 году, когда бомба была якобы встроена в маятник Фуко и должна была взорваться в момент осмотра этого маятника Кировым во время посещения обсерватории.
Часть осуждённых была реабилитирована в конце 1950-х годов.

## Арестованные по «пулковскому делу»
| Имя                                          | Место работы                              | Дата ареста                                                                                   | Приговор                                               | Дальнейшая судьба | Реабилитация                                                    |
| -------------------------------------------- | ----------------------------------------- | --------------------------------------------------------------------------------------------- | ------------------------------------------------------ | --- | --------------------------------------------------------------- |
| Бабиенко, Даниил Васильевич                  | Укргеолтрест                              | 19 декабря 1936                                                                               | Расстрел                                               | Расстрелян 3 сентября 1937 | Реабилитирован посмертно                                        |
| Балановский, Иннокентий Андреевич            | ГАО                                       | 7 ноября 1936                                                                                 | 10 лет                                                 | Умер в Орловской тюрьме в 1938 или 1939 | 3 декабря 1957                                                  |
| Балдин, Михаил Александрович                 | ЦНИГРИ                                    | 2 февраля 1937                                                                                | Расстрел                                               | Расстрелян 23 мая 1937 | 2 декабря 1957 г.                                               |
| Безбородько, Николай Иванович                | КУ, ИГ                                    | 14 сентября 1938                                                                              | 12 лет                                                 | Умер в Онеглаге НКВД 7 мая 1942 | 21 сентября 1957                                                |
| Боева, Нина Фёдоровна                        | АИ, ГАО                                   | 10 февраля 1937                                                                               | 4 года                                                 | 14 декабря 1938 приговор отменен, 25 марта 1940 дело прекращено, из-под стражи освобождена. С 27 марта 1940 восстановлена на работе в АИ                                            | 8 июня 1957 дело прекращено                                     |
| Бурсиан, Виктор Робертович                   | ЛГУ                                       | 8 (по другим сведениям, 15) октября 1936                                                      | 10 лет                                                 | Умер в Ленинграде в тюремной больнице 15 декабря 1945 | 8 декабря 1956                                                  |
| Варзар, Софья Михайловна (Домбровская)       | АИ                                        | 14 апреля 1937                                                                                | 6 лет                                                  | 26 февраля 1940 дело прекращено, из-под стражи освобождена. Вернулась в АИ | 8 июня 1957 дело прекращено за отсутствием состава преступления |
| Василенко, Павел Иванович                    | ИГ                                        | 3 апреля 1937                                                                                 | Расстрел                                               | Расстрелян 3 сентября 1937 | ?                                                               |
| Выржиковский, Роман Романович                | Харьковский ун-т                          | 2 апреля 1937                                                                                 | Расстрел                                               | Расстрелян 3 сентября 1937 | 23 ноября 1956                                                  |
| Газе, Вера Фёдоровна                         | ГАО                                       | 7 ноября 1936                                                                                 | 5 лет ИТЛ                                              | Освобождена в 1940 | ?                                                               |
| Герасимович, Борис Петрович                  | ГАО                                       | 28 июня 1937                                                                                  | Расстрел                                               | Расстрелян 30 ноября 1937 | 23 марта 1957                                                   |
| Герасимович, Ольга Михайловна (Маслова)      |                                           | 9 декабря 1937                                                                                | 8 лет                                                  | Работала в КрАО |                                                                 |
| Гирин, Сергей Кузьмич                        | ЦНИГРИ                                    | 13 сентября 1936                                                                              | Расстрел                                               | Расстрелян 23 мая 1937 | 3 декабря 1957                                                  |
| Гутт, Антон Евгеньевич                       | Горный ин-т (Днепропетровск)              | 17 марта 1937                                                                                 | Расстрел                                               | Расстрелян 3 сентября 1937 | ?                                                               |
| Днепровская, Клара Августовна                | Пулковская сейсмостанция                  | 31 августа 1937                                                                               | 5 лет                                                  | Освобождена из Сиблага в 1942 | 11 февраля 1957                                                 |
| Днепровский, Николай Иванович                | ГАО                                       | 4 декабря 1936                                                                                | 10 лет. В тюрьме 17 января 1938 приговорен к расстрелу | Расстрелян 18 января 1938 | 1957, по другим данным, 6 апреля 1990                           |
| Дробышев, Дмитрий Васильевич                 | ЦНИГРИ                                    | 1936                                                                                          |                                                        | Вернулся к работе в конце 1930-х |                                                                 |
| Жонголович, Иван Данилович                   | АИ                                        |                                                                                               |                                                        | Вернулся в АИ в 1937 |                                                                 |
| Еропкин, Дмитрий Иванович                    | ГАО                                       | 4 декабря 1936                                                                                | 10 лет. В тюрьме 17 января 1938 приговорен к расстрелу | Расстрелян 20 января 1938 | 10 августа 1955                                                 |
| Иванов Н. И.                                 | ТАО                                       | декабрь 1936                                                                                  | Осуждён                                                | Умер в тюрьме (?) | ?                                                               |
| Идельсон, Наум Ильич                         | АИ                                        | 7 ноября 1936, по другим сведениям, 10 февраля 1937                                           | 3 года                                                 | Оправдан 28 октября 1939. Вернулся в АИ в декабре 1939 |                                                                 |
| Каратыгин, Павел Михайлович                  | ЦНИГРИ, ЛГИ                               | 1 ноября 1936                                                                                 | Расстрел                                               | Расстрелян 23 мая 1937 | 3 декабря 1957                                                  |
| Касаткин, Петр Иванович                      | ЦНИГРИ                                    | 26 февраля 1937                                                                               | 10 лет                                                 | Освобождён 10 сентября 1945 досрочно. 5 апреля 1952 сослан на поселение в Красноярский край. Освобожден 1 октября 1954                                                              | В 1955 реабилитирован и освобожден из ссылки                    |
| Кириков, Андрей Павлович                     | ЦНИГРИ                                    | 7 ноября 1936                                                                                 | 10 лет                                                 | Расстрелян(?) 20 января 1938 | 8 декабря 1956                                                  |
| Козлов В. И.                                 | ТАО                                       |                                                                                               | Осуждён                                                | Умер в тюрьме в 1940 (?) | ?                                                               |
| Козловский Б. Ю.                             | Всесоюзная контора геофизических разведок | В декабре 1934 (не по пулковскому делу)                                                       | 5 лет                                                  | Освобожден досрочно |                                                                 |
| Козырев, Николай Александрович               | ГАО                                       | 7 ноября 1936 Повторно арестован 25 октября 1941 (с тем же приговором)                        | 10 лет                                                 | 14 декабря 1946 года освобожден условно-досрочно | 21 февраля 1958                                                 |
| Козырева, Вера Николаевна (Кожина)           |                                           | 5 сентября 1937                                                                               | 5 лет                                                  | Освобождена 5 сентября 1942 |                                                                 |
| Комендантов, Николай Васильевич              | ГАО                                       | 7 ноября 1936                                                                                 | 10 лет                                                 | Расстрелян в 1937 | 1957                                                            |
| Комендантова, Александра Ивановна            |                                           | 4 сентября 1937                                                                               | 5 лет                                                  | Освобождена 17 декабря 1942 | 28 ноября 1956                                                  |
| Константинов, Александр Павлович             | ЦНИГРИ, ГАО, ЛГУ, НИИ телевидения         | 1 ноября 1936                                                                                 | Расстрел                                               | Расстрелян 26 мая 1937 | 15 сентября 1956                                                |
| Константинова, Людмила Михайловна (Лебедева) |                                           | август-сентябрь 1937                                                                          | 8 лет                                                  | |                                                                 |
| Крутков, Юрий Александрович                  | Физтех им. А. Ф. Иоффе                    | 30 декабря 1936                                                                               | 10 лет                                                 | Освобожден 4 марта 1947. Вернулся в ЛГУ | 8 августа 1957                                                  |
| Кузнецов, Павел Петрович                     | ЦНИГРИ, ЛГИ                               | 8 октября 1936                                                                                | Расстрел                                               | Расстрелян 23 мая 1937 | 3 декабря 1957                                                  |
| Леман-Балановская, Инна Николаевна (Леман)   | ГАО                                       | 7 сентября 1937                                                                               | 5 лет                                                  | Освобождена в 1942. Умерла в апреле 1945 по дороге на новое место работы в Симеизе                                                                                                  | 12 июня 1989                                                    |
| Лепешинский, Юрий (Георгий) Николаевич       | ЦНИГРИ, ЛГИ, ЛГУ                          | 20 сентября 1936                                                                              | Расстрел                                               | Расстрелян 23 мая 1937 | 13 декабря 1957                                                 |
| Лукирский, Петр Иванович                     | ЛГУ, ЛФТИ                                 | В ночь с 2 на 3 апреля 1938                                                                   | 5 лет                                                  | Освобожден в октябре 1942 | Дело пересмотрено и прекращено 12 августа 1942                  |
| Лысенко, Федор Остапович                     | ИГ                                        | 22 мая 1937                                                                                   | Расстрел                                               | Расстрелян 3 сентября 1937 (в день оглашения приговора); по другим данным, — 26 августа 1937 (до приговора суда)                                                                    | 28 ноября 1956                                                  |
| Марков, Александр Владимирович               | АИ                                        | 9 ноября (по другим сведениям, 9 декабря) 1936                                                | 6 лет                                                  | 26 февраля 1940 дело прекращено, 29-го освобожден из-под стражи. Вернулся в АИ 3 марта 1940                                                                                         | 8 июня 1957 дело прекращено за отсутствием состава преступления |
| Мохнач, Дмитрий Онуфриевич                   | АИ, АО ЛГУ                                | 7 апреля 1931 по делу Русского общества любителей мироведения (РОЛМ) (не по пулковскому делу) | Выслан на 3 года в Восточную сибирь                    | Вернулся к работе |                                                                 |
| Мошкова, Вера Сергеевна                      | АИ                                        | 9 ноября 1936                                                                                 | 6 лет                                                  | 25 марта 1940 дело прекращено, из-под стражи освобождена. Вернулась в АИ | 8 июня 1957 дело прекращено за отсутствием состава преступления |
| Мусселиус, Анна Ивановна (Мей)               |                                           | 7 сентября 1937                                                                               | 5 лет                                                  | Освобождена 7 сентября 1942 | 10 мая 1989                                                     |
| Мусселиус, Максимилиан Максимилианович       | ГАО                                       | 10 февраля 1937                                                                               | 10 лет                                                 | Расстрелян 20 января 1938 | 3 декабря 1957                                                  |
| Мушкетов, Дмитрий Иванович                   | ЛГИ, ГИН, СИН                             | 29 июня 1937                                                                                  | Расстрел                                               | Расстрелян в день суда 18 февраля 1938 | 8 декабря 1956                                                  |
| Нечипоренко, Пётр Кириллович                 | КУ, ПГО                                   | 10 мая 1937                                                                                   | Расстрел                                               | Расстрелян 3 сентября 1937 | 15 февраля 1958                                                 |
| Нумеров, Борис Васильевич                    | АИ, ЛГУ                                   | В ночь с 21 на 22 октября 1936                                                                | 10 лет                                                 | Расстрелян 15 сентября (?) 1941 | 11 мая 1957                                                     |
| Нумерова, Екатерина Ефимовна (Егорова)       | ВГБ при ЦНИГРИ                            | 4 сентября 1937                                                                               | 5 лет                                                  | | ?                                                               |
| Перепёлкин, Евгений Яковлевич                | ГАО                                       | 11 мая 1937                                                                                   | 5 лет                                                  | 25 декабря 1937 повторно осужден в ИТЛ по новому делу и приговорен к ВМН. Расстрелян 13 января 1938                                                                                 | 7 сентября 1956                                                 |
| Перепелкина, Галина Петровна (Яшнова)        |                                           | Сентябрь 1937                                                                                 |                                                        | |                                                                 |
| Постоев, Александр Иванович                  | ТАО                                       | 8 февраля 1936                                                                                | 5 лет                                                  | Освобожден 13 июня 1939 | 2 декабря 1957 дело прекращено                                  |
| Радинский М. А.                              | АИ                                        |                                                                                               |                                                        | ? |                                                                 |
| Свитальский, Николай Игнатьевич              | КУ                                        | 29 июня 1937                                                                                  | Расстрел                                               | Расстрелян 15 сентября 1937 | 8 октября 1957                                                  |
| Селиванов С. М.                              | ТАО                                       | Декабрь 1936                                                                                  | ?                                                      | Умер в тюрьме(?) | ?                                                               |
| Семейкин В. Е.                               | ХАО                                       |                                                                                               |                                                        | ? |                                                                 |
| Случановский, Александр Сергеевич            | ЛЭТИ                                      | 23 октября 1936                                                                               | Расстрел                                               | 23 мая 1937 | ?                                                               |
| Соколов, Павел Тимофеевич                    | ЦНИГРИ, ЛГУ, ЛКИ, ЛПИ                     | 21 октября 1936                                                                               | Расстрел                                               | Расстрелян в день суда 23 мая 1937 | 3 декабря 1957                                                  |
| Суровцев В. Е.                               | ТАО                                       | Декабрь 1936                                                                                  |                                                        | Умер в тюрьме (?) | ?                                                               |
| Успенский, Дмитрий Григорьевич               | ЦНИГРИ, ЛГИ                               | В ночь с 6 на 7 ноября 1936                                                                   | 10 лет                                                 | 19 января 1944 за хорошую работу срок сокращен на 2 года. Освобожден 27 января 1945. 11 декабря 1948 арестован снова и сослан без предъявления обвинения. Освобожден 8 октября 1954 | 1956                                                            |
| Фок, Владимир Александрович                  | ЛГУ                                       | 11 февраля 1937                                                                               | Отпущен через 4 дня                                    | Вернулся к работе |                                                                 |
| Фредерикс, Всеволод Константинович           | ЛГУ                                       | В ночь с 20 на 21 октября 1936                                                                | 10 лет                                                 | Умер в тюремной больнице г. Горького 6 января 1944 | 8 декабря 1956                                                  |
| Фукс, Эдуард Карлович                        | КГРИ                                      | 31 января 1938                                                                                |                                                        | Вины не признал, объявил голодовку, умер 2 апреля 1938 в 3-й городской больнице Днепропетровска                                                                                     | Окончательно реабилитирован 21 ноября 1989                      |
| Шатилов, Серафим Александрович               | ЦНИГРИ                                    | 26 февраля 1937                                                                               | 10 лет                                                 | Умер в тюрьме | 17 декабря 1957                                                 |
| Шигин, Борис Алексеевич                      | ГАО                                       | Август 1936                                                                                   |                                                        | |                                                                 |
| Щеглов В. П.                                 | ТАО                                       | Декабрь 1936                                                                                  |                                                        | Вернулся к работе |                                                                 |
| Щиржецкий, Лев Николаевич                    | КМШС                                      | Октябрь 1941                                                                                  |                                                        | Умер в тюрьме в мае 1942 | 1958                                                            |
| Язев И. Н.                                   | ПГО                                       |                                                                                               |                                                        | Вернулся к работе в 1940 |                                                                 |
| Яшнов, Петр Иванович                         | ГАО                                       | 7 ноября 1936                                                                                 | 10 лет                                                 | Умер в тюрьме 29 мая 1940 | 3 декабря 1957                                                  |
| Яшнова, Ольга Ивановна                       |                                           | 2 сентября 1937                                                                               | 5 лет                                                  | | 20 февраля 1957                                                 |

Обозначения:
- АИ — Астрономический институт
- АО ЛГУ — Астрономическая обсерватория ЛГУ
- ВГБ — Всероссийская геологическая библиотека при ЦНИГРИ
- ГАО — Главная астрономическая обсерватория, Пулково
- ГИН — Геологический институт АН СССР
- ИГ — Институт геологии АН УССР
- КГРИ — Криворжский горнорудный институт
- КМШС — Китабская международная широтная станция (Узбекистан)
- КУ — Киевский университет
- ЛГИ — Ленинградский горный институт
- ЛГУ — Ленинградский государственный университет
- ЛКИ — Ленинградский кораблестроительный университет
- ЛПИ — Ленинградский политехнический институт
- ЛФТИ — Ленинградский физико-технический институт
- ПГО — Полтавская гравиметрическая обсерватория
- СИН — Сейсмологический институт АН СССР
- ТАО — Ташкентская астрономическая обсерватория
- УГУ — Украинское геологическое управление
- ХАО — Харьковская астрономическая обсерватория
- ЦНИГРИ — Центральный научно-исследовательский геологоразведочный институт